# Volkegembos
Het Volkegembos is een natuurreservaat in de Vlaamse Ardennen in Zuid-Oost-Vlaanderen (België).
Het op termijn 30 ha grote natuurreservaat ligt op het grondgebied van de stad Oudenaarde (deelgemeente Volkegem) en wordt beheerd door Natuurpunt en de stad Oudenaarde. Het Volkegembos is Europees beschermd als onderdeel van Natura 2000-gebied 'Bossen van de Vlaamse Ardennen en andere Zuid-Vlaamse bossen' en maakt deel uit van het Vlaams Ecologisch Netwerk.

## Landschap
In het gebied bevindt zich een aloud bronbosje aan de oorsprong van de Riedekensbeek. In 1995 werd in de onmiddellijke omgeving reeds twee hectare aangeplant aanpalend aan dit bronbosje. In 2001 werd 9 ha aangekocht door de stad Oudenaarde en 11 ha door Natuurpunt. Eind 2001 werd door de stad Oudenaarde drie hectare aangeplant, de rest (11 ha) verbost spontaan op de voormalige akkers. In 2003 werd door de plaatselijke werkgroep Bos t'Ename drie hectare aangeplant met streekeigen plantgoed en in 2004 werd nog eens twee hectare aangeplant op de rechterflank van de beek. Jonge ouders planten bovendien bomen bij in het aangrenzende geboortebos "Steenbergbos". Het Volkegembos is bestemd als stadsbos en ligt in een (vroegere) ontginningszone met nabestemming bos. De bedoeling is om het Volkegembos op termijn te laten uitgroeien tot een bosgebied van 30 ha dat via de Riedekensbeek aansluit op het Bos t'Ename.

## Fauna
Heel wat (zoog)dieren vinden onderdak in het Volkegembos.

## Flora
Het Volkegembos herbergt een bijzonder rijke flora.

## Natuurbeleving
Het natuurgebied kan worden verkend langs een bewegwijzerde wandelroute ("Volkegempad", 4 km) en via het wandelknooppuntennetwerk 'Vlaamse Ardennen Zwalmvallei'.

## Afbeeldingen

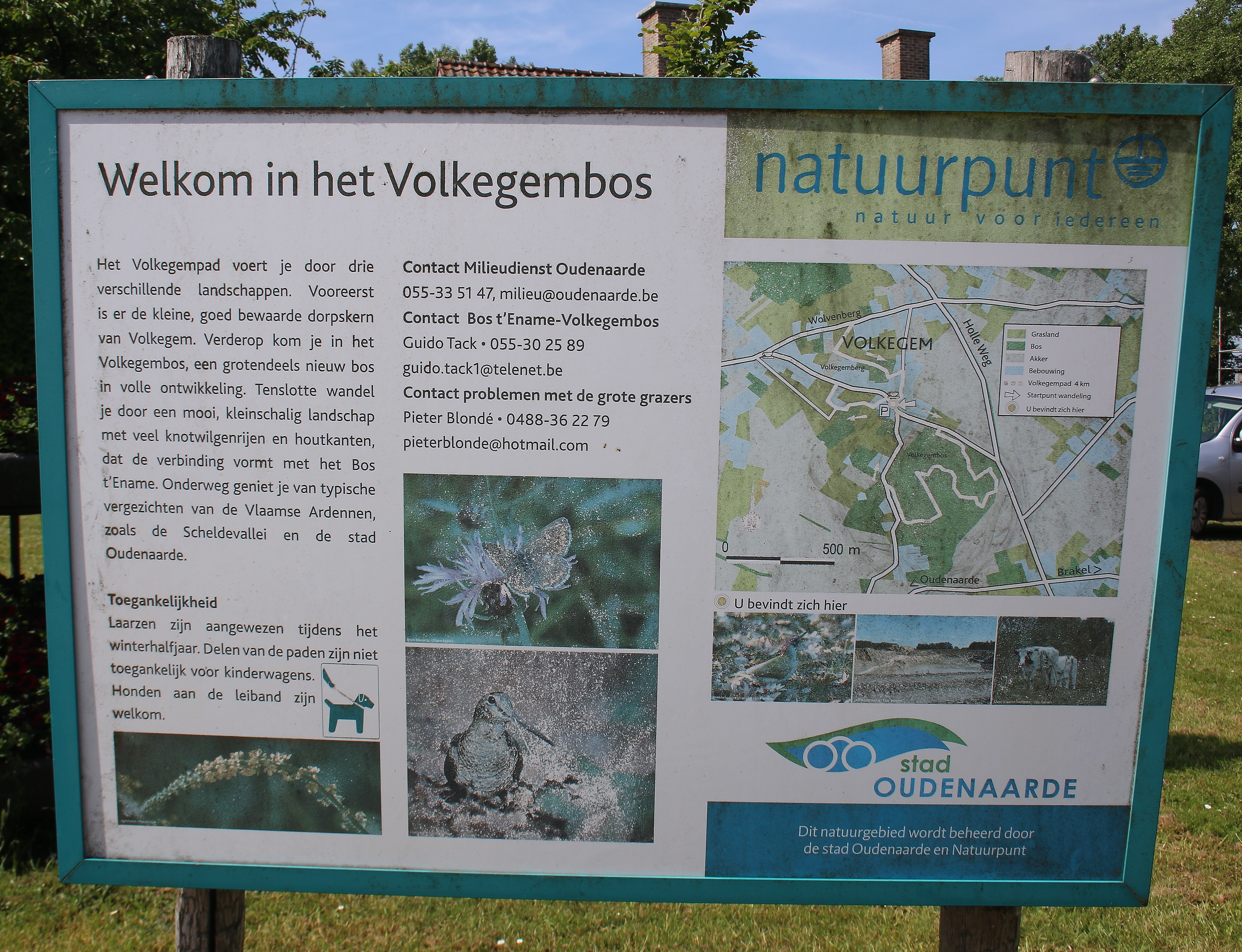
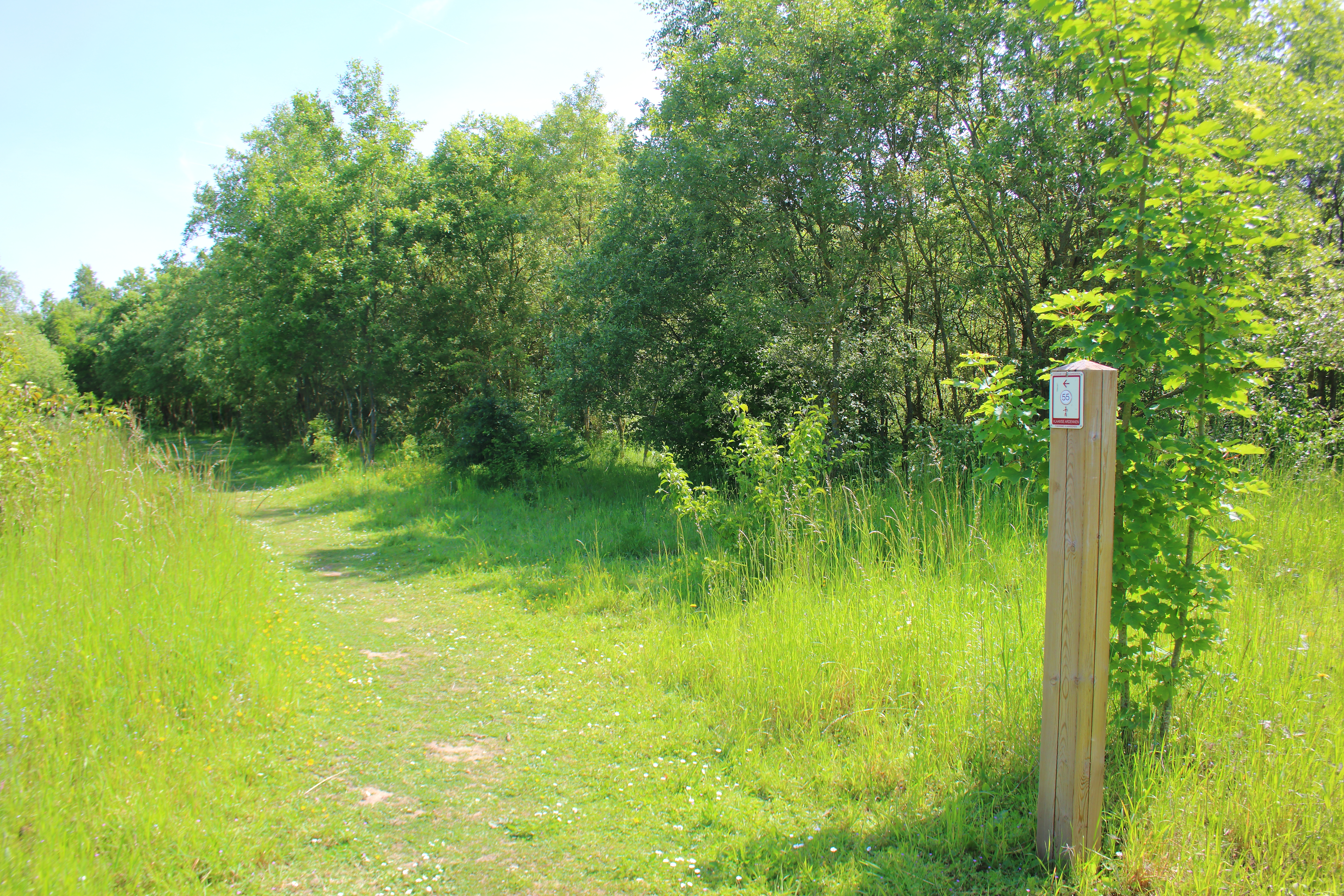
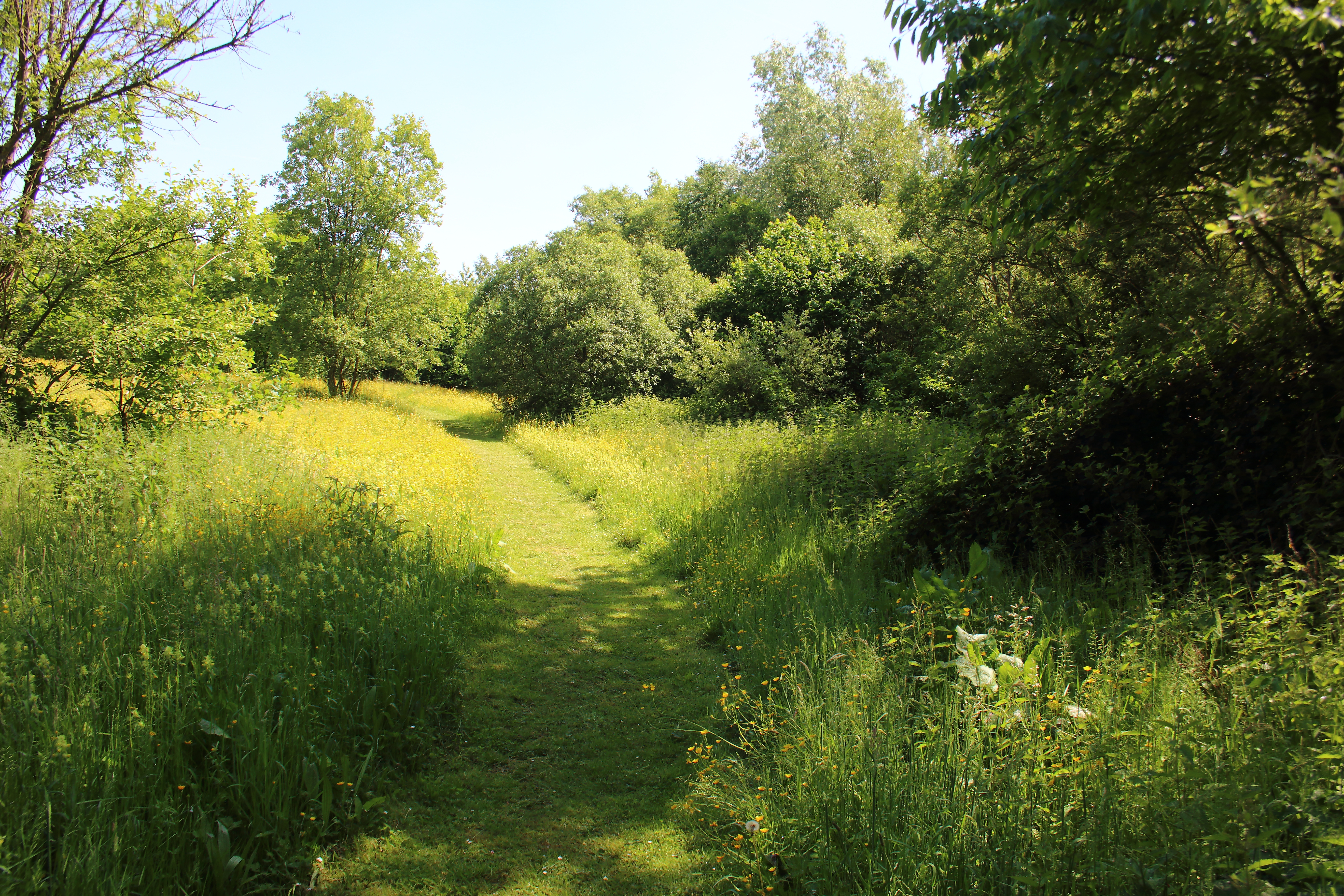
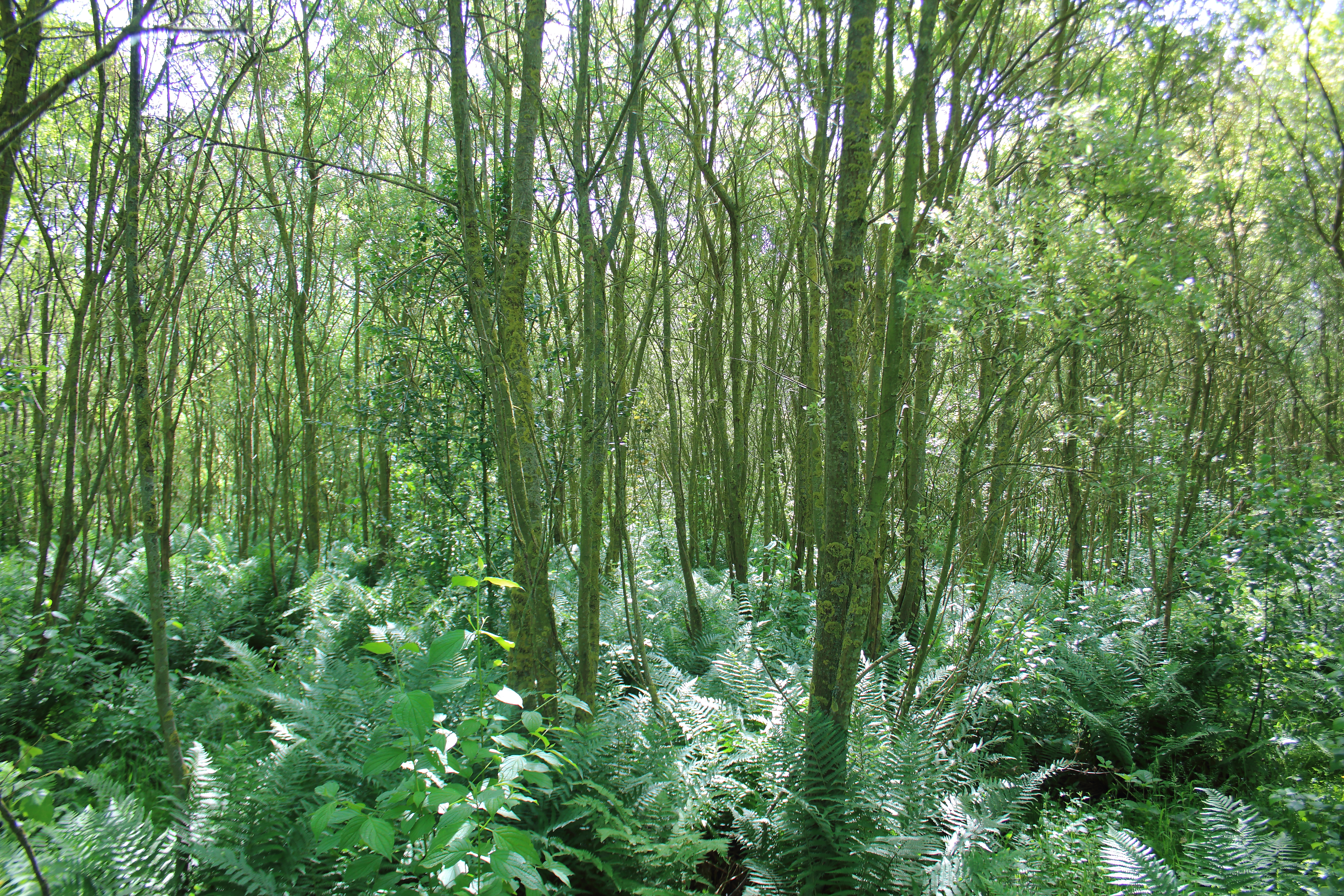